# Bio-Arte
Bio-Arte es un colectivo arte feminista, integrado por las artistas Nunik Sauret, Laita, Roselle Faure, Rose Van Lengen y Guadalupe García-Vasquez. Este fue fundado en septiembre de 1983, con su primera exposición en el Museo Nacional de Arte durante el coloquio "Bordando sobre la escritura y la cocina".

## Contexto de surgimiento
Bio-Arte, junto con otros colectivos del arte contemporáneo mexicano, se desarrollaron en la década de 1970 y con continuidad en los años de 1980, dentro de un periodo social y artístico conocido como "Los grupos" o "Generación de los Grupos", proclamándose la antítesis del movimiento de Ruptura de los años de 1950. Algunos jóvenes artistas y su producción después de 1968, se caracterizaron por mostrar una oposición al régimen gubernamental y del sistema artístico, al buscar hacer el arte público y liberal.
En 1977, con la X Bienal de jóvenes en París, Helen Escobedo, seleccionó a diversos grupos para representar a México en dicho evento. A su regreso, las obras fueron expuestas en el MUCA. Dichas obras captaron la atención del público y artistas, mismos que se comenzaron a agrupar como una forma de experimentación artística, cuestionamiento de los modelos convencionales y de relación directa con el público.

## Bio-Arte
Los intereses de los grupos conformados en este contexto se dirigían a las cuestiones políticas, temas sociales o al sistema artístico. Dentro de estos surgieron tres colectivos de corte feminista, siendo Bio-Arte uno de ellos aunque de muy breve actividad.
Los intereses de este grupo estuvieron centrados en el arte político y en los cambios sociales, por lo que buscaron abordar estos temas a partir de nuevos lenguajes, como propuesta artística. Uno de sus principales temas abordados en su acción fueron las metamorfosis biológicas de la mujer.
Además de su instalación en el MUNAL efectuaron dos acciones plásticas más. Una en el Museo de Bellas Artes de Toluca en la exposición "Mujeres artistas-artistas mujeres", y "Nacida entre mujeres" en el proyecto realizado junto a los otros colectivos feministas (Polvo de Gallina negra y Tlacuilas y Retrateras) "La fiesta de XV años".